# Gonolobus rotundus
Gonolobus rotundus är en oleanderväxtart som beskrevs av Marcus Eugene Jones. Gonolobus rotundus ingår i släktet Gonolobus och familjen oleanderväxter. Inga underarter finns listade i Catalogue of Life.